# 狹鼻翼龍屬
狹鼻翼龍屬（學名：Angustinaripterus）屬於翼龍目喙嘴翼龍科，化石發現於中國四川省自貢市的大山鋪組，目前僅發現一個頭顱骨。
狹鼻翼龍的頭顱骨大，牙齒位在前端，可能用來抓住水中的魚類。科學家根據牙齒，認為狹鼻翼龍是矛頜翼龍的近親；但其他科學家認為其他的頭顱骨特徵，類似神龍翼龍科。